# Palm Foleo
Le compagnon mobile Palm Foleo était un ordinateur portable compact basé sur Linux annoncé le 30 mai 2007 par Palm, Inc. et annulé le 4 septembre 2007. Il se voulait être un périphérique se reliant à tout smartphone. Incluant 256 Mo de mémoire flash et supportant une fonction d'alimentation instantanée, il permettait de démarrer avec toutes les applications ouvertes comme dans l'état avant de l'éteindre. Jeff Hawkins explique d'ailleurs dans un entrevue que cela est possible grâce à Linux et à la mémoire Flash.
Le Foleo comprenait également des connexions sans-fil Bluetooth et Wi-Fi. Les logiciels intégrés sont un client de courriel qui permet au Foleo de se synchroniser avec le client d'un Treo, le navigateur web Opera et la suite bureautique Documents To Go. Selon les informations actuelles, le client de courriel ne sera pas capable de communiquer en Wi-Fi. La seule façon pour ce logiciel de télécharger et envoyer des messages sera à travers une synchronisation à l'aide d'un smartphone supporté, tel un Treo de Palm.

## Caractéristiques principales
- Connexions Wi-Fi (802.11b), Bluetooth, USB intégrés
- Média : CompactFlash, SD
- Système d'exploitation : noyau de Linux modifié
- Flash de 256MB (126 MB disponible), RAM inconnu
- Autonomie annoncé de 5 heures
- Processeur Intel PXA27x
- Affichage LCD de 10.2" 1024x600, sortie vidéo XGA 1024x768

## Taille et poids
268×169×24 mm. 1.133 kg.

## Prix
Le prix de lancement était fixé à 499$ US après un rabais de 100$.

## Logiciels
Utilise un noyau modifié de Linux identifié comme la version numéro 2.4.21-rmk1-pxa1-intc2 (2.4.21 est la version du noyau, rmk1 indique que l'architecture est de type ARM, pxa1 indique que le processeur fait partie de la famille XScale des PXA de Intel/Marvell Technology Group et inct2 est possiblement un opérateur IRQ)
Applications incluses : Navigateur web Opera (supportant Flash et Ajax, mais pas les vidéos Flash), logiciel de courriel, un lecteur PDF, DocumentsToGo (Permettant d'éditer des documents Word, Excel, et PowerPoint.)
Aucun logiciel de vidéo ou de musique n'a été annoncé jusqu'à présent. Le Foleo comprend une sortie écouteur, ce qui voudrait peut-être dire une possibilité d'un lecteur de musique, alors que les annonces faites par Palm suggèrent que le processeur sans ventilateur ne sera pas capable de gérer des vidéos.

## Critique
La réaction initiale à propos du Foleo dans les journaux spécialisés a été plutôt sévère, expliquant que les ordinateurs portables compacts n'ont jamais trouvé un marché large. Un vice-président du groupe de recherche Gartner croit que Palm vient de créer une machine qui n'est pas très pratique au niveau du transport (comparativement à un PDA) et qui, en plus, ne remplit pas énormément de fonctions. Les utilisateurs sur les forums de discussion ainsi que les sites d'actualités ont vigoureusement critiqué le nom, le manque apparent dans l'utilisation des applications Palm OS déjà existantes, le manque de fonctions multimédia ainsi que le prix.
Cependant, Palm continue de pousser sa nouvelle création comme une alternative au transport d'un ordinateur portable conventionnel parce que le Foleo est moins cher, plus petit, léger et résistant, avec une meilleure autonomie et la possibilité d'accéder à Internet à partir d'un smartphone lorsqu'une connexion Wi-Fi n'existe pas, en dépit de son manque de puissance pour des tâches tel que la lecture vidéo ou les jeux 3D. Très peu de réactions semblent positives à propos de cette possibilité.
La concurrence suivra rapidement, avec par exemple l'Asus Eee PC, à un prix apparemment plus bas.
- (en) Cet article est partiellement ou en totalité issu de l’article de Wikipédia en anglais intitulé « Palm Foleo » (voir la liste des auteurs).